# Park w Szklarach Górnych
Park w Szklarach Górnych – przypałacow park w Szklarach Górnych w Polsce w województwie dolnośląskim, w powiecie lubińskim, w gminie Lubin.

## Położenie
Park w Szklarach Górnych położony jest w południowo-zachodniej Polsce w północno-wschodniej części Wysoczyzny Lubińskiej, około 7,2 km. na północny zachód od Lubina. Po wschodniej stronie lokalnej drogi do Lubina.

## Opis
Park krajobrazowo-naturalistyczny z początku XX wieku stanowi jeden z elementów zespołu pałacowo-parkowego obejmującego powierzchnię 10,44 ha. Park wraz z ogrodem zajmuje powierzchnię 8 ha. Po zachodniej stronie pałacu położony jest ogród ozdobny, o kształcie regularnego prostokąta. W części centralnej ogrodu stoją rzeźby i fontanna na planie trefla, fontanna oraz dwie rzeźby ustawione w pewnym oddaleniu na bokach tarasu pochodzą z drugiej połowy XVIII wieku. Po południowej stronie pałacu i ogrodu ozdobnego rozciąga się właściwy park typu krajobrazowo-naturalistycznego z elementami romantycznymi, które pochodzą I połowy XIX wieku. Rośnie w nim około 70 gatunków drzew i krzewów, w urozmaiconym drzewostanie dominują dęby, graby, lipy oraz grupowo rosnące jedlice dęby, lipy i kasztanowce. Wiek drzewostanu wynosi od 80 do 170 lat najstarsze są gatunki rodzime, najmłodsze gatunki obcego pochodzenia. W północno-wschodniej części parku znajduje się duża polana. W parku znajdują się zachowane ślady po dawnych fosach oraz staw rybny zasilany wodą płynącą rowem, uformowanym na podobieństwo strumienia. Cały obszar zespołu pałacowo-parkowego prowadzą liczne alejki i ścieżki. Z licznych elementów architektury ogrodowej zachowały się ruiny pawilonu wzniesionego około 1720 roku z ciekawą kolumnadą i pięknymi figlarnymi rzeźbami z piaskowca. Po bokach pawilonu stoją na cokołach, z każdej strony po dwie rzeźby, symbolizujące cztery pory roku.

## Historia
Zaczątkiem parku, był teren przyległy do dworu oraz fosa otaczająca dawniejszy zamek. W pierwszym ćwierćwieczu XVIII wieku na miejscu renesansowego dworu, czworobocznego placu otoczonego szeroką fosą, wzniesiono barokowy pałac. Po zachodniej stronie pałacu założony został, ogród ozdobny, któremu nadano regularny prostokątny plan. Około 1720 roku wzniesiono pawilon z kolumnadą i figlarnymi rzeźbami z piaskowca w części centralnej ogrodu umieszczona została fontanna w kształcie trefla oraz dwie rzeźby ustawione po bokach tarasu. Z początkiem XIX wieku na terenie przyszłego parku posadzono grupowo: dęby, lipy platanami i kasztanowce. W 1900 roku ogród ozdobny przekształcono, po bokach pawilonu krytego kopułą umieszczono na cokołach, z każdej strony po dwie rzeźby, symbolizujące cztery pory roku. W tym okresie drzewostan parkowy wzbogacono o kilkanaście gatunków, dosadzone cyprysiki groszkowe, świerki, dęby, jedlice, lipy, graby oraz inne drzewa i krzewy. Największe zmiany w parku i ogrodzie zaszły w 1910 roku, wówczas z polecenia hrabiego Franza Mikołaja Bellestrema, w pobliżu pałacu urządzono teren wypoczynkowy obsadzony różami, z herbaciarnię oraz placem tenisowym, a po południowej stronie pałacu i ogrodu ozdobnego, wykonano park z alejkami. Do założenia parku wykorzystano rozległe łęgi porośnięte dębami, rozciągające się w południowej stronie ogrodu ozdobnego. W północno-wschodniej części parku w dawnym miejscu ogrodów gospodarczych, które od południa przylegały do ogrodu ozdobnego wykonano dużą polanę. W środkowej części kompleksu parkowego usytuowano ozdobny staw, obsadzony liliami wodnymi, zasilany wodą płynącą rowem, ukształtowanym na wzór strumienia.

## Roślinność
W parku występuje około 70 gatunków drzew i krzewów, z ciekawszych okazów to: platan klonolistny, jodła jednobarwna, sosna limba, cyprysik groszkowy, cyprysik groszkowy pierzasty, świerk pospolity, świerk kłujący, świerk kłujący siny, jedlica zielona, cis pospolity, żywotnik olbrzymi, klon pospolity, klon jawor, klon srebrzysty, grab pospolity, kasztanowiec zwyczajny, surmia okazała, buk zwyczajny, jesion wyniosły, topola biała, dąb szypułkowy, dąb szypułkowy stożkowy, wierzba płacząca, lipa drobnolistna. W podszyciu występuje bez czarny, w cienistych miejscach bluszcz pospolity, kępowo rosną samosiewy młodych drzew liściastych, a w otoczeniu stawu i strumienia roślinność wodna i bagienna.

## Park dzisiaj
Zasadniczy drzewostan parku pochodzi z końca XIX wieku.
Najstarszymi drzewami są dęby, lipy i kasztanowce rosnące w grupach. Wiek drzewostanu wynosi od 80 do 170 lat, najstarszymi gatunkami są gatunki rodzime, najmłodszymi gatunki obcego pochodzenia. Wśród drzew wyróżniają się okazałe dwa platany klonolistne, siedem dębów szypułkowych oraz cis pospolity, obok których rośnie wiele okazałych drzew o charakterze pomnikowym. Pomniki przyrody stanowią: grab pospolity, topola biała, lipa drobnolistna i cyprysik groszkowy odmiany pierzastej. Zespołem pałacowo-parkowym zarządza Dyrektor Specjalnego Ośrodka Szkolno-Wychowawczego w Szklarach Górnych a nadzór sprawuje Konserwator Zabytków. Rola parku związana jest ze specyfiką funkcjonowania Ośrodka Szkolno-Wychowawczego.

## Inne
Park naturalistyczny w Szklarach Górnych, wpisany jest do rejestru zabytków pod poz.690L z dn. 25.06.1986 r.